# 塔巴廷加 (亞馬遜州)
04°15′09″S 69°56′17″W / 4.25250°S 69.93806°W

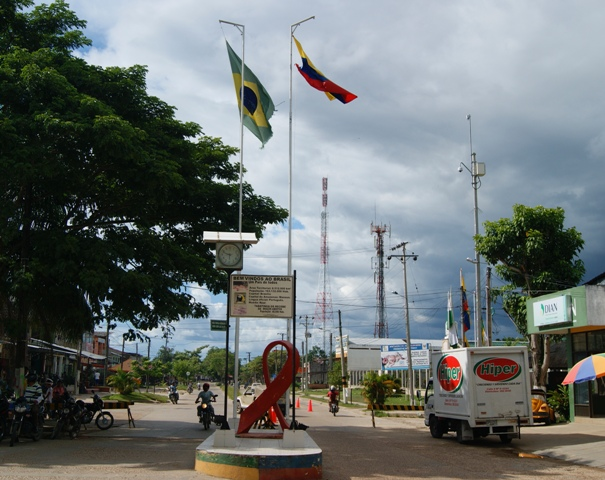
塔巴廷加

塔巴廷加（葡萄牙語：Tabatinga）是巴西的城鎮，位於該國北部，由亞馬遜州負責管轄，始建於1565年3月1日，面積3,225平方公里，海拔高度60米，2014年人口59,684，人口密度每平方公里16.21人。